# Dvorac Vastseliina
Dvorac Vastseliina (estonski: Vastseliina piiskopilinnus; njemački: Neuhausen) bivša je utvrda (dvorac reda) biskupa Livonskog reda. Ruševine tvrđave nalaze se na desnoj obali rijeke Jaamaoja 3 km istočno od sela Vastseliina u okrugu Võru u Estoniji. Kompleks muzeja koji je ovdje otvoren uključuje i veliki park koji okružuje brdo dvorca.
Naselje je oko 1273. godine osnovao biskup Dorpata na ruševinama drevnog grada Čuda Vastseliina; sam dvorac sagradio je 60 godina kasnije meštar Livonskog reda Burchard von Dreileben, nakon razornog pohoda Pskovljana na jugoistočni dio Livonije. Izgradnja tvrđave završena je 1342. godine.
Smješten na granici između Pskovljana i livonjskih vitezova, Vastseliina je često bio napadan od strane Rusa i smatran je jakom utvrdom i skladištem za krijumčarenu robu koja se prevozila u Rusiju.
Godine 1501. guverner Daniil Ščenja, nakon što je opustošio okolicu Vastseliina, nekoliko dana ga je neuspješno opsjedao. Na početku Livonskog rata, 30. lipnja 1558., dvorac je zarobila ruska vojska pod zapovjedništvom kneza Šujskog nakon kratkog, ali energičnog otpora.
Od tada do 1582. pripadao je Rusima, potom je prešao Poljacima, pa Šveđanima. Godine 1655., uoči Rusko-švedskog rata 1656. - 1658., Karlo X. obnovio je napola uništenu dvorac Vastseliina, no tijekom kampanje 1656. Rusi su ga zauzeli bez gubitaka. Godine 1661. dvorac je vraćen Švedskoj prema odredbama mira u Cardisu.
U 16. stoljeću u blizini dvorca postojalo je veliko, dobro utvrđeno naselje. Posljednji put predgrađe Vastseliina spominje se 1690. godine. U blizini ima mnogo grobnih humaka i ostataka starih crkava.
Kada su početkom 18. stoljeća dvorac zauzeli Rusi, više nije bio utvrda. 